# Kvinnan som försvann
Kvinnan som försvann är en svensk dramafilm från 1949 i regi av Anders Ångström.

## Om filmen
Filmen premiärvisades den 24 mars 1949 på biograf Anglais i Stockholm. Inspelningen gjordes i AB Europa Studio i Sundbyberg av Bertil Palmgren. Filmen har visats vid ett flertal tillfällen i SVT.

## Rollista i urval
- Carl-Henrik Fant – Peter Holmer, försäkringsdetektiv
- Inger Juel – Lill Berger, skådespelerska
- Åke Fridell – Lövdahl, kommissarie
- Verner Thaysen – Karl Randers, chef för Cirkusteatern
- Felix Alvo – Nicolas, akrobat
- Dagmar Olsson – Marina Lando
- Cécile Ossbahr – Gerda Knutsson, balettflicka
- Artur Rolén – teatervaktmästare
- Keve Hjelm – redaktör Göran Arnolds, Peters kamrat
- Sten Sture Modéen – Bengtsson, Lövdahls assistent
- Maj-Britt Thörn – balettflicka
- Gösta Holmström – taxichaufför
- Folke Walder – garderobsvaktmästare
- Nils-Gustaf Holmquist – dirigent på Cirkusteatern
- Marianne Schüler – balettflicka
- Barbro Scheutz – balettflicka

## Musik i filmen
Medverkan av Svend Asmussen och hans sextett samt välkända artister som Yngve Stoor och vokaltrion Harmony Sisters.
- On the Sunny Side of the Street (Just där gatan badar i sol), kompositör Jimmy McHugh, engelsk text Dorothy Fields svensk text Sölve Forsell.
- Behave Yourself, kompositör och text Svend Asmussen.
- Rumba på Cirkus, kompositör Julius Jacobsen, instrumental, dans Kerstin "Kiki" Bratt.
- Tipp Tapp, kompositör Thore Jederby, text Sven Gustafson, sång Inger Juel.
- Vid den gamla kvarnen, kompositör Thore Jederby, text Pär Rådström, instrumental.
- Månsken över Tahiti, kompositör och text Yngve Stoor, framförs på piano av Sven Arefeldt, sång Yngve Stoor.
- Tipp Tapp på Cirkus, kompositör Thore Jederby, text Pär Rådström, sång Inger Juel.
- Ram-tam-tam, kompositör Sven Arefeldt, text Roland Eiworth, sång Sven Arefeldt.
- Die Gigerlkönigin (Fröken Chic), kompositör och tysk text Paul Lincke, svensk text Ernst Högman, sång Åke Fridell.
- Lazy Blues, kompositör Thore Jederby.
- Be Bop Riff, kompositör Thore Jederby.
- Oci cërnyja, oci strastnyja/Otji tjornyja, otji strastnyja (Svarta ögon), kompositör Florian Hermann, svensk text Karin Juel.
- Island Enchantment, kompositör Granville Bantock, instrumental.
- One Summer Day, kompositör Reginald King, instrumental.
- Toréador, en garde. ur Carmen (Toreadorarian/Var på din vakt, toreador. ur Carmen), kompositör Georges Bizet, fransk text 1875 Henri Meilhac och Ludovic Halévy, svensk text 1878 Palle Block, nyare svensk text Carl Axel Strindberg, sång Carl-Henrik Fant
- Hep Cats
- June Night/Just Give Me a June Night, the Moonlight, and You (Den ena var Olssons), kompositör Abel Baer, engelsk text Cliff Friend svensk text Sven Paddock.
- Hallelujah I'm a Bum, kompositör Richard Rodgers, text Lorenz Hart
- Cowboydans, kompositör Thore Jederby, text Charlie Norman, instrumental.
- Trapetsvals, kompositör Nils-Gustaf Holmquist, instrumental.